# Rue Chanez
La rue Chanez est une voie du 16e arrondissement de Paris, en France.

## Situation et accès
La rue Chanez est une voie publique située dans le 16e arrondissement de Paris. Longue de 280 mètres, elle commence au 77, rue d'Auteuil et finit au 110, boulevard Exelmans et au 52, rue Molitor.
Le quartier est desservi par les lignes 9 et 10 à la station Michel-Ange - Molitor.
La rue donne accès à la villa Chanez, une impasse privée.

## Origine du nom
Elle est nommée en l'honneur du général de brigade et baron Jean-Baptiste Victor Chanez (1746-1825).

## Historique
L'établissement de cette voie a été imposé aux acquéreurs de terrains provenant du bois de Boulogne sous le nom d'« avenue de l'Alma ». Il s'agit à l'origine d'une voie privée.
Détachée de cette avenue, elle prend sa dénomination actuelle par un décret du 10 août 1868,.
La rue est numérotée par un arrêté du 15 avril 1966 et est classée dans la voirie parisienne par un arrêté du 5 août 1968.
Une photographie de la rue en 1960 figure dans le Dictionnaire historique des rues de Paris de Jacques Hillairet.

## Bâtiments remarquables et lieux de mémoire
- No 3 : villa Chanez, voie privée[1].
- No 5 : à cette hauteur fut installé par la Compagnie générale des omnibus un dépôt de véhicules, qui s'étendait jusqu'à la rue Erlanger[1].
- No 7 : s'y trouvait une maison où habita Auguste Casimir-Perier. Elle est détruite lors des bombardements du siège de Paris (1870-1871)[1].
- No 9 : à la fin du XIXe siècle, Émile Deyrolle installe à cette adresse des ateliers pour l'entreprise de taxidermie qu'il dirige rue du Bac[4],[5].

## Tentative d'attentat (septembre 2017)
Le samedi 30 septembre 2017, une bombe artisanale constituée de 4 bonbonnes de gaz et de 40 litres d'essence est retrouvée sous le porche du 31 de la rue, avec un dispositif de mise à feu n'ayant fort heureusement pas fonctionné. Alerté par du bruit, un habitant de l'immeuble découvre le dispositif vers 4 h 30 du matin et prévient la police. Les enquêteurs n'identifient aucune cible potentielle. Les trois auteurs de la tentative d'attentat seront arrêtés et condamnés pour ces faits en juin 2022.